# لوئیجی آلماندی
لویجی آلماندی (به ایتالیایی: Luigi Allemandi) بازیکن فوتبال و مدافع اهل ایتالیا است که از سال ۱۹۲۵ میلادی عضو تیم ملی فوتبال ایتالیا بوده و در ۲۳ بازی ملی حضور داشته‌است. او در بازی‌های ملی‌اش گلی به ثمر نرساند.
لویجی آلماندی آخرین بازی ملی خود را در سال ۱۹۳۶ میلادی انجام داد.